# Roselin de Stresemann
Carpodacus waltoni
Espèce
Statut de conservation UICN

 LC  : Préoccupation mineure
Le Roselin de Stresemann (Carpodacus waltoni, anciennement Carpodacus eos (E. Stresemann, 1930)) est une espèce de passereaux de la famille des Fringillidae.

## Distribution
Centre de la Chine (sud du Tsinghaï, Ttchamdo, sud-est du Tibet, Seutchouan, nord du Yunnan). Hiverne dans le sud du Yunnan.

## Habitat
Son milieu électif se présente comme un ensemble de versants rocheux, prairies alpines, vallées à versants buissonneux, abords de champs cultivés, arbustes en clairières et lisières de forêts, marécages herbeux et formations secondaires.

## Alimentation
Elle a été décrite, de façon généraliste, comme un ensemble de pousses, bourgeons, feuilles, graines et fruits de différentes plantes. Une série de photos (in Ottaviani 2008) montre que l’espèce prélève aussi des bourgeons et de jeunes feuilles d’un groseillier (Ribes sp.).

## Parade nuptiale
Elle est inconnue mais elle vient d’être décrite, photo à l’appui (in Ottaviani 2008), comme rappelant celle du roselin cramoisi. Le mâle relève et déploie amplement les ailes, soulève la queue et bombe la poitrine. Ainsi paré, il lance son chant nuptial, une radicelle au bec, face à la femelle qui se tient, la tête et la queue relevées en V et les ailes entrouvertes.

## Taxinomie
À la suite de l'étude phylogénique de Tietze et al. (2013), le Congrès ornithologique international (classification version 4.1, 2014) transfère la sous-espèce Carpodacus davidanus waltoni dans cette espèce (alors nommée Carpodacus eos). waltoni étant la plus ancienne des sous-espèces, le nom scientifique de l'espèce devient alors Carpodacus waltoni.